# Brunhuber Béla
Brunhuber Béla (Arad, 1874. május 19. – Budapest, 1953. február 12.) magyar fotográfus, Brunhuber Géza fotográfus (1881–1921) testvére.

## Életpályája
Brunhuber Sándor és Nikázi Amália fiaként született. Tizenkét évig Keller cs. és kir. udvari fényképész üzletvezetője, öt évig az Uher műterem vezetője volt. 1907-ben önállósította magát. Tudásával elsőrendű nevet vívott ki a fotóművészet terén. 1926-ban József főherceg udvari fényképészévé nevezte ki. Albumában a magyar társadalom minden jelentős egyénisége megtalálható volt. Kilenc évig az ipartestület alelnöke, nyolc évig a Fényképész Ifjak Önképző és Segély Egyletének pénztárosa volt. Az első világháború alatt mint a II. számú sebészeti klinika röntgenlaboratóriumának vezetője teljesített szolgálatot.
Neje Fischer Teréz volt, Fischer János és Kasch Hermina lánya, akivel 1907. május 28-án Budapesten, a Józsefvárosban kötött házasságot.

## Műterme
Műtermének címe: Budapest, Baross u. 61. volt.
A Brunhuber-műterem a VIII. kerületi elöljáróság és a Postapalota mellett volt. Magát a műtermet 1880-ban Schmidt Ede alapította. Schmidt Ede lányát Brunhuber Béla vette feleségül. A műterem 1910-től „Schmidt Ede utóda Brunhuber Béla fényképész” néven működött, végül 1928 és Schmidt Ede 1933. évi halála közötti időben valamikor kicserélték „Brunhuber Béla udvari és kamarai fényképész” feliratra a cégtáblát. Itt működött 1942-ig.
Az egyemeletes épület egyik részét Brunhuber Béla műterme foglalta el, míg az épület másik részét Brunhuber sógora kalaposként használta.

## Díjai, elismerései
- Számos kiállítási éremmel ismerték el a szaktudását.